# Liberación Social
Liberación Social är en ort i Mexiko.   Den ligger i kommunen Simojovel och delstaten Chiapas, i den sydöstra delen av landet, 700 km öster om huvudstaden Mexico City. Liberación Social ligger 537 meter över havet och antalet invånare är 123.
Terrängen runt Liberación Social är kuperad österut, men västerut är den bergig. Runt Liberación Social är det ganska tätbefolkat, med 104 invånare per kvadratkilometer. Närmaste större samhälle är Simojovel de Allende, 6,0 km sydost om Liberación Social. Omgivningarna runt Liberación Social är en mosaik av jordbruksmark och naturlig växtlighet.